# 米斯特尔高
米斯特尔高是德国巴伐利亚州的一个市镇。总面积40.51平方公里，总人口3804人，其中男性1902人，女性1902人（2011年12月31日），人口密度94人/平方公里。